# Schöpfl
Lo Schöpfl (893 m s.l.m.) è una montagna delle Alpi della Bassa Austria. Costituisce la massima elevazione della Selva Viennese. Si trova nella Bassa Austria.

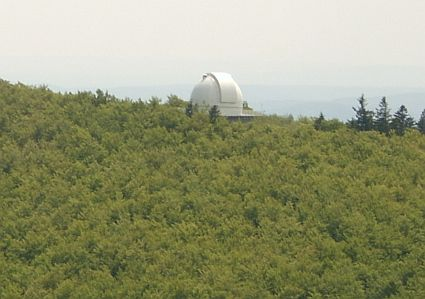
L'osservatorio collocato nei pressi della vetta.